# Elekfy Jenő
Elekfy Jenő Károly (eredeti neve: Kirchner Jenő) (Győr, 1895. március 3. – Budapest, 1968. április 20.) Munka Érdemrenddel (1966) és Munkácsy-díjjal (1954) kitüntetett festőművész, a Magyar Népköztársaság Érdemes Művésze (1968), nyugalmazott főiskolai tanár, a Magyar Népköztársaság Művészeti Alapjának és a Magyar Képzőművészek Szövetségének tagja. Igazgatója majd elnöke volt az Új Művészek Egyesületének, törzstagja a Nemzeti Szalonnak és a Gresham-kör állandó tagja volt.

## Életpályája
A budapesti Képzőművészeti Főiskolán Edvi Illés Aladár és Réti István növendéke volt 1913–1919 között. 1919–1939 között Rákospalotán rajztanár volt. 1920-tól szerepelt rendszeresen kiállításokon. 1928–1942 között a nyarakat Zebegényben töltötte. 1932-ben Győrben párizsi ösztöndíjat kapott. 1940-ben a Velencei biennálén szerepeltek képei. 1940–1949 között a Magyar Képzőművészeti Főiskolán akvarellfestést tanított. 1941-ben a Szinyei Társaság tagja lett.
Művészetében a nagybányai hagyományokat követte. Néhány figurális olajképén (Önarckép, Édesanyám) kívül kizárólag akvarelleket festett; e műfaj legjobbjai közt tartották számon. Tájképein a Dunakanyar szépségeit örökítette meg. Szőnyi István A képzőművészet iskolája (1941) című könyvében ő írta a vízfestésről szóló részt. Tanítványa volt többek közt Kerti Károly, Prokop Péter és Tóth Imre.
Sírja a Farkasréti temetőben található (18-1-10).

## Családja
Szülei Kirchner Elek énekvezér és Busz Vilma voltak. 1919. július 17-én Budapesten, a Terézvárosban házasságot kötött D’Ouvenou Gizella Adriennával.

## Művei
- Édesanyám (1932)
- Didó kalapban (1937)
- Rév (1939)
- Fácános csendélet (1941)
- Ülő nő (1964)
- Duna-híd
- Ősz a kis Dunánál

## Kiállításai

### Egyéni
- 1941, 1952, 1957, 1965, 1978 Budapest
- 1958 Tatabánya
- 1974 Győr

### Válogatott, csoportos
- 1930, 1952, 1955 Budapest
- 1938, 1940 Velence

## Díjai
- Állami vízfestmény díj (1935)
- Szinyei Társaság tájképdíja (1940)
- Nemes Marcell-díj (1940)[11]
- Munkácsy Mihály-díj (1954)[11]
- Munka Érdemrend (1966)
- Érdemes művész (1968)[11]
- Erzsébetváros díszpolgára (posztumusz, 2015)